# 瞎趴姐妹
《瞎趴姐妹》（英語：Barb and Star Go to Vista Del Mar）是一部2021年美國喜劇片，由喬許·格林鮑姆執導，克莉絲汀·薇格和安妮·瑪莫羅共同編劇、監製和主演。講述兩個來自內布拉斯加州的好閨蜜，前往佛羅里達度假，卻捲入了一名大壞蛋的陰謀。
因武漢肺炎疫情影響，《瞎趴姐妹》原定2020年上映，後被狮门延期至2021年2月12日透過PVOD在美國發行。電影在影評界取得普遍好評。

## 演員
- 克莉絲汀·薇格飾演小星（Star）和莎朗·費許曼（Sharon Fisherman）
- 安妮·瑪莫羅（英语：Annie Mumolo）飾演小芭·夸克西佛（Barb Quicksilver）
- 傑米·道南飾演艾德格·佩吉特（Edgar Paget）
- 小戴蒙·韋恩斯飾演達利·邦克（Darlie Bunkle）
- 麥可·希區柯克（英语：Michael Hitchcock）飾演蓋瑞（Gary）

## 外部連結
- 官方网站
- 互联网电影数据库（IMDb）上《瞎趴姐妹》的资料（英文）